# Amani Layouni
Amani Layouni, née le 17 août 1999, est une taekwondoïste tunisienne.

## Carrière
Amani Layouni est médaillée de bronze dans la catégorie des moins de 73 kg aux championnats d'Afrique 2018 à Agadir et médaillée d'argent dans la même catégorie aux Jeux africains de 2019 à Rabat.